# Sedgemoor
Sedgemoor – dawny dystrykt niemetropolialny w Anglii, w hrabstwie Somerset, ze stolicą w Bridgwater. Powierzchnia – 584 km², 114 588 mieszkańców (2011). Dystrykt został utworzony 1 kwietnia 1974, a zlikwidowany 1 kwietnia 2023; jego terytorium włączone zostało do nowo utworzonej jednostki typu unitary authority Somerset.
W dystrykcie znajdowała się jedna z najstarszych dróg w Europie, prowadząca przez bagna – The Sweet Track, a także znana atrakcja Cheddar Gorge.

## Miasta
- Axbridge
- Bridgwater
- Burnham-on-Sea
- Highbridge
- North Petherton

## Inne miejscowości
Ashcott, Athenley, Badgworth, Bawdrip, Berrow, Brean, Bridgwater Without, Broomfield, Burnham Without, Burtle, Cannington, Catcott, Chapel Allerton, Cheddar, Chedzoy, Chilton Polden, Chilton Trinity, Combwich, Compton Bishop, Cossington, Dunball, Durleigh, East Brent, Edington, Enmore, Fiddington, Goathurst, Greinton, Huntspill, Huntworth, Lympsham, Lyng, Mark, Middlezoy, Moorlinch, Nether Stowey, Northmoor Green, Othery, Otterhampton, Over Stowey, Pawlett, Puriton, Rowberrow, Shapwick, Shipham, Spaxton, Stawell, Stockland Bristol, Thurloxton, Weare, Wedmore, Wembdon, Westonzoyland, Woolavington.

## Ważniejsze rzeki
- Parrett
- Brue
- Huntspill